# Альберт Кведнау
Альберт Кведнау (нім. Albert Quednau; 2 березня 1919, Різенбург — ?) — учасник Другої світової війни, фельдфебель. Кавалер Німецького хреста в золоті.

## Нагороди
- Залізний хрест
  - 2-го класу (25 листопада 1941)
  - 1-го класу (20 березня 1943)
- Німецький хрест в золоті (7 жовтня 1943) — як командир взводу 3-ї роти 21-го інженерного батальйону.
- Нагрудний знак ближнього бою в золоті (30 грудня 1944) — як командир взводу 3-ї роти 21-го інженерного батальйону.